# Нгбанді (мова)
Нгбанді — діалектний контінуум, що належить до нігеро-конголезької макросімʼї, убангійської сімʼї. Поширений в ДРК. До нього належать такі мови: північна нгбанді (провінції Екваторіальна і Східна) та південна нгбанді (Екваторіальна провінція). Північна нгбанді слугує торговою мовою; використовується в деяких церквах. Саме із цієї мови розвинулась креольська мова санго.

## Писемність
В ДРК для нгбанді використовується наступна абетка.
| A a | B b | D d | E e | Ɛ ɛ | F f | G g | Gb gb | H h | I i | K k | Kp kp | L l |
| --- | --- | --- | --- | --- | --- | --- | ----- | --- | --- | --- | ----- | --- |
| /a/ | /b/ | /d/ | /e/ | /ɛ/ | /f/ | /g/ | /ɡ͡b/  | /h/ | /i/ | /k/ | /k͡p/  | /l/ |

| M m | N n | Ny ny | O o | Ɔ ɔ | P p | S s | T t | U u | V v | W w | Y y | Z z |
| --- | --- | ----- | --- | --- | --- | --- | --- | --- | --- | --- | --- | --- |
| /m/ | /n/ | /ɲ/   | /o/ | /ɔ/ | /p/ | /s/ | /t/ | /u/ | /v/ | /w/ | /j/ | /z/ |

- Носові голосні передаються написанням тильди (◌̃) над відповідною буквою для голосного: ã [ã], ɛ̃ [ɛ̃], ĩ [ĩ], ɔ̃ [ɔ̃], ũ [ũ]. Звуки [e] і [o] носовими бути не можуть.